# Black River
Black River és una població dels Estats Units a l'estat de Nova York. Segons el cens del 2000 tenia 1.285 habitants.

## Demografia
Segons el cens del 2000, Black River tenia 1.285 habitants, 521 habitatges, i 373 famílies. La densitat de població era de 274,1 habitants/km².
Dels 521 habitatges en un 32,2% hi vivien nens de menys de 18 anys, en un 56,4% hi vivien parelles casades, en un 11,7% dones solteres, i en un 28,4% no eren unitats familiars. En el 23,4% dels habitatges hi vivien persones soles el 10,2% de les quals corresponia a persones de 65 anys o més que vivien soles. El nombre mitjà de persones vivint en cada habitatge era de 2,47 i el nombre mitjà de persones que vivien en cada família era de 2,89.
Per edats la població es repartia de la següent manera: un 25,9% tenia menys de 18 anys, un 6,8% entre 18 i 24, un 30,7% entre 25 i 44, un 22,8% de 45 a 60 i un 13,8% 65 anys o més.
L'edat mediana era de 37 anys. Per cada 100 dones de 18 o més anys hi havia 87,8 homes.
La renda mediana per habitatge era de 45.761 $ i la renda mediana per família de 54.236 $. Els homes tenien una renda mediana de 36.058 $ mentre que les dones 26.458 $. La renda per capita de la població era de 20.524 $. Entorn del 3% de les famílies i el 6,1% de la població estaven per davall del llindar de pobresa.